# Bob Mould
Bob Mould, nacido en Malone (Nueva York) el 16 de octubre de 1960, es un músico estadounidense, conocido sobre todo por su trabajo como guitarrista, vocalista y compositor de las bandas de punk, hardcore y rock alternativo Hüsker Dü y Sugar.

## Biografía
Nacido en Malone (Nueva York), Mould pasó su infancia y juventud en el Área metropolitana de Minneapolis-Saint Paul, donde asistió al Macalester College y formó la banda de punk rock Hüsker Dü en 1979 junto con el batería y cantante Grant Hart y el bajista Greg Norton. La banda se dio a conocer grabando con el sello independiente SST Records. Después de una serie de discos relativamente exitosos, como Zen Arcade (1984) y New Day Rising (1985), saltaron de la discográfica independiente SST Records a Warner Bros. Records, convirtiéndose así en una de las primeras bandas "underground" que dio el salto a una gran multinacional. Si bien Hüsker Dü tuvieron una repercusión comercial moderada, posteriormente han sido considerados una de las mayores influencias del rock alternativo de los 90.
Tras la ruptura de la banda en 1987, Mould pasó un tiempo apartado en una granja de Minnesota para tratar su adicción al alcohol y las drogas. Durante este periodo de reclusión compuso las canciones que formarían parte de su primer disco en solitario Workbook, publicado en 1989, seguido de Black Sheets of Rain en 1990, un álbum en el que Mould recuperaría el sonido duro de Hüsker Dü.
En 1992 formó el grupo Sugar, junto al bajista David Barbe y el batería Malcolm Travis. La banda publicó con éxito dos álbumes de estudio, un EP y un recopilatirio de B-sides antes de separarse en 1995.
En 1996 Mould retomó su carrera en solitario con la publicación de un álbum homónimo, publicado por Rykodisc, que alcanzó el puesto 101 de la lista Billboard 200 de Estados Unidos y el puesto 52 en las listas de álbumes británicas. En 1998 publicó The Last Dog and Pony Show alcanzando el puesto 164 de las listas norteamericanas y el 58 de las británicas.
A partir de finales de los 90 desarrolló influencias de música dance y electrónica, que se hicieron notar en sus álbumes Modulate de 2002 y Body of Song de 2005. Entremedias llegó a publicar otro álbum, Long Playing Grooves, bajo el pseudónimo LoudBomb (un anagrama de su nombre). También trabajó como DJ en colaboración con el artista de música dance Richard Morel, bajo el nombre Blowoff. En septiembre de 2006 lanzaron un CD, que consta de grabaciones originales realizados por ambos. Además realizó remixes para una variedad de artistas de dance y rock alternativo, incluyendo un remix de la canción "Length of Love" de la banda Interpol.
En 2008 publicó el álbum Distric Line, que supuso una vuelta al rock alternativo del estilo de Sugar. El regreso a sus orígenes, tras su paso por la música electrónica, tuvo muy buena acogida por parte de la prensa y el público, llegando a alcanzar el puesto 24 de la lista norteamericana de álbumes independientes. En esta misma línea se moverán sus siguientes lanzamientos, Life And Times (2009), Silver Age (2012), Beauty & Ruin (2014) y Patch the Sky (2016).
Con respecto a su vida privada, aunque la orientación sexual de Mould había sido previamente un secreto a voces, a principios de la década de 1990 en una entrevista en la revista de música Spin; llegó a declarar ser abiertamente gay, incluso apareciendo en la película Bear Nation, autoidentificándose como un oso.

## Discografía
Como solista
- 1989 - Workbook (Virgin Records)
- 1990 - Black Sheets of Rain (Virgin Records)
- 1996 - Bob Mould (Rykodisc)
- 1998 - The Last Dog and Pony Show (Rykodisc)
- 2002 - Modulate (Granary Music)
- 2002 - Long Playing Grooves (Granary Music)
- 2005 - Body of Song (Yep Roc Records)
- 2008 - District Line (ANTI-)
- 2009 - Life and Times (ANTI-)
- 2012 - Silver Age (Merge Records)
- 2014 - Beauty & Ruin (Merge Records)
- 2016 - Patch the Sky (Merge Records)
- 2019 - Sunshine Rock (Merge Records)
- 2020 - Blue Hearts (Merge Records)